# Gustaf Erikson i Myckelgård
Gustaf Erikson (i riksdagen kallad Erikson i Myckelgård), född 12 mars 1840 i Mattmars församling, Jämtlands län, död 9 augusti 1914 i Mörsils församling, Jämtlands län, var en svensk hemmansägare och riksdagsman.
Erikson var verksam som lanthandlare till 1867. Han blev 1867 ägare till hemmanet Myckelgård i Mörsils socken i Jämtland. I riksdagen anslöt han sig till Lantmannapartiet och var ledamot av andra kammare från andra lagtima riksdagen 1887 till 1890, invald i Jämtlands västra domsagas valkrets. Han var också landstingsman i Jämtlands läns landsting och vice ordförande där 1900–1905.

## Riksdagsmotioner
Erikson i Myckelgård hann under sin relativt korta tid som riksdagsman lämna tio motioner, bland annat:
- om ändring av stadgarna angående statens bidrag till folkundervisningen.
- angående ändring av skyldigheten att bidraga till att bygga och underhålla skolhus.
- angående utarbetande av en ny kyrkolag.